# توست ماستر العالمية

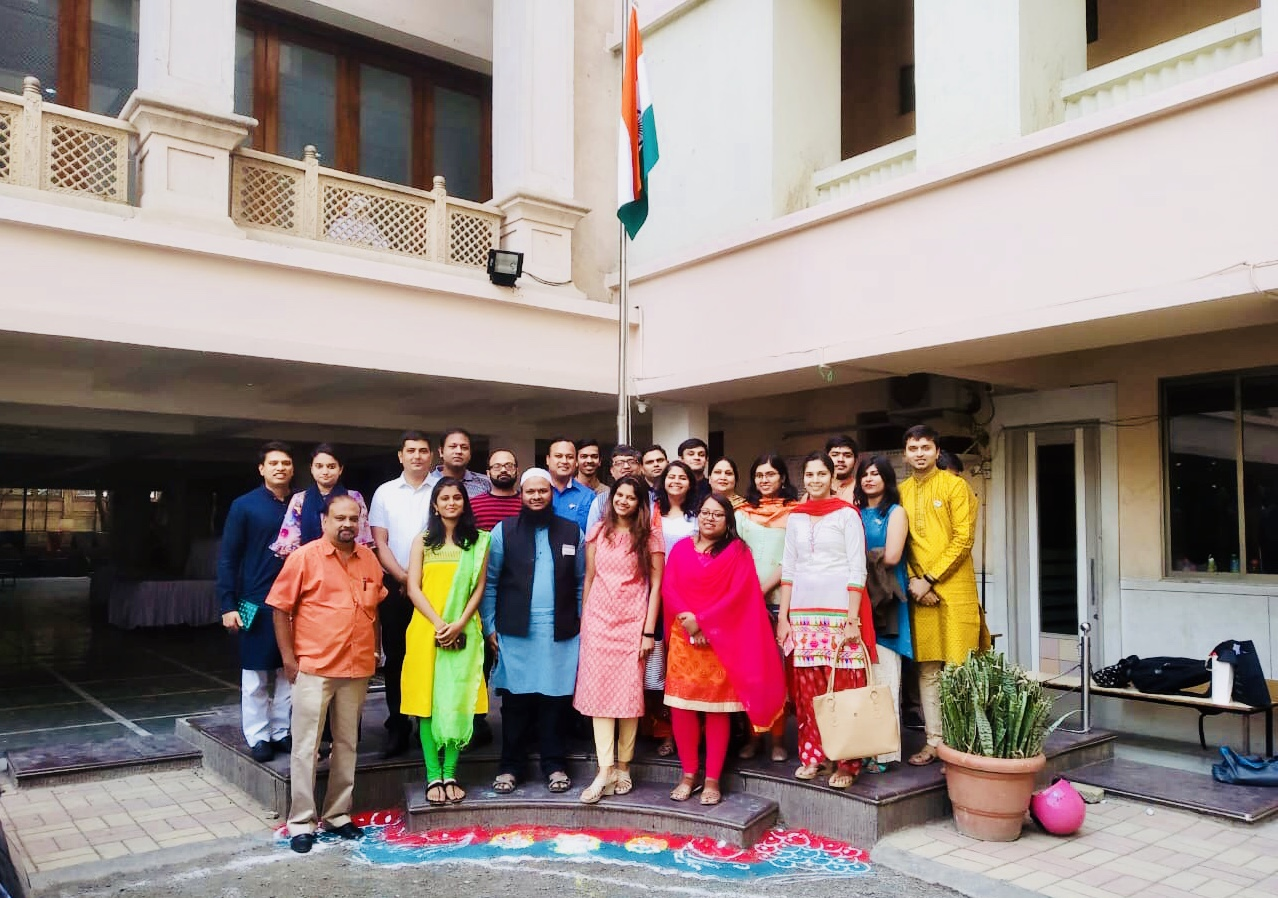
سروجا هندي تستمسترس كلوب

منظمة التوستماسترز العالمية والمعروفة باختصار توستماسترز (بالإنجليزية: Toastmasters)‏ هي مؤسسة غير ربحية تعليمية تنظم أندية حول العالم لمساعدة الناس في التواصل والتحدث أمام العامة وتعليمهم مهارات القادة. تأسست المؤسسة بدأت التوستماسترز في 22 أكتوبر1924م
وافتتح أول نادٍ في الولايات المتحدة الأمريكية ويوجد الآن آلاف الفروع من أندية توست ماسترز حول العالم.

## التنظيم
تنظيم التوستماسترز شبيه بتنظيم الأندية الرياضية كما الأولمبياد حيث المسابقات التنافسية ما بين الأندية والتي تتقسم حسب الدولة التي تقع فيها، وداخل كل دولة تنقسم الأندية إلى مناطق وقطاعات تتنافس فيما بينها بمؤتمرات سنوية لاختيار أفضل المشاركين في أنشطة المنظمة المختلفة، ويبلغ عدد الأندية في دول الخليج العربي أكثر من 190 نادي تلتقي كل عام بمؤتمر شامل ينظم في إحدى دول الخليج للتنافس على نيل الكؤوس والشهادات وحضور الكثير من اللقاءات التدريبية التي تستهدف رفع المهارات والقدرات التي يسعى أعضاء التوستماسترز لتطويرها.
البرنامج التدريبي يقوم على نظام متدرج يشبه التدرج الموجود في ألعاب الكاراتيه والجودو وما شابه ذلك، فكما يتدرج لاعبو هذا النوع من الرياضة من الحزام الأبيض وحتى الحزام الأسود، يتدرج أعضاء التوستماسترز من خلال ثمانية مراحل، وللحصول على كل مرحلة من هذه المراحل يجب على العضو تقديم عشرة خطب حسب البرنامج التدريبي المقدم من التوستماسترز الدولية، كما يجب على العضو القيام بمساهمات أخرى لخدمة ناديه والمجتمع للحصول على المراحل المتقدمة من درجات التوستماسترز، وأول هذه الدرجات هي ما تسمى Competent Communicator أي المتواصل المتمكن، وتليها درجات المتواصل المتقدم Advanced Communicator، وهناك ثلاث درجات: البرونزية والفضية والذهبية، وهناك الدرجات القيادية (درجة القائد المتمكن ودرجتي القائد المتقدم البرونزية والفضية) ومن ثم تليها درجة Distinguished Toastmaster أي العِّريف المتميز، وهي أعلى المراحل في نظام التوستماسترز التعليمي.

## وصلات خارجية
- منظمة التوست ماسترز